# Żebro naciekowe

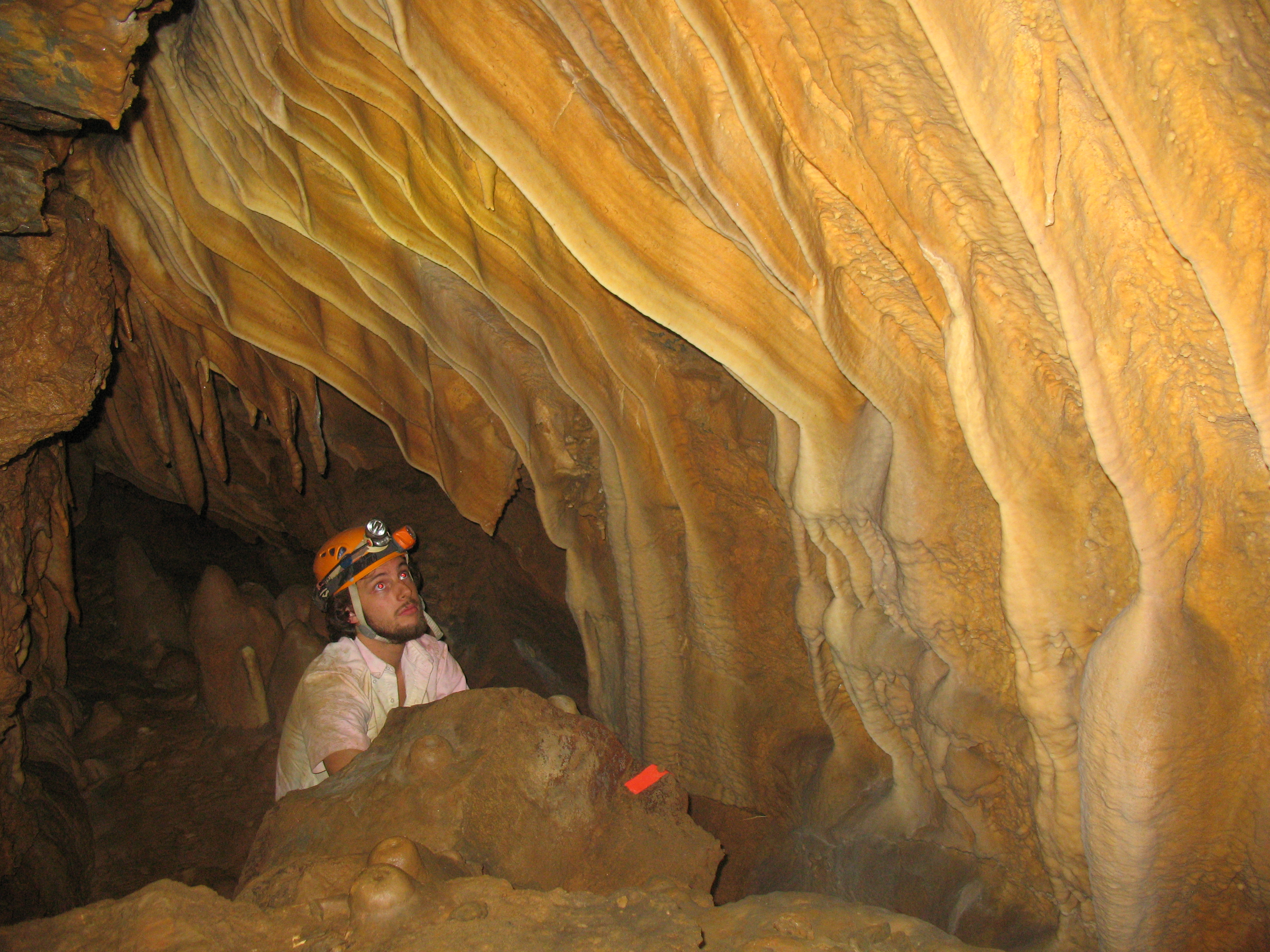
Nawisy i żebra naciekowe

Żebro naciekowe – rodzaj nacieku jaskiniowego zaliczany do grupy nacieków miękkich. Jest to powstały w wyniku procesów krasowych podłużny grzbiet o obłych lub kanciastych kształtach, oddzielający sąsiednie żłobki krasowe. Licznie występujące obok siebie równoległe żebra i żłobki krasowe tworzą strukturę podobną do blachy falistej.
Żebra naciekowe powstają w jaskiniach w wyniku krystalizacji soli zawartych w wodzie (głównie węglanu wapnia). Podobną formą do żeber naciekowych są występujące na powierzchni skał żebra krasowe. Powstają one jednak w wyniku zupełnie innych procesów – w wyniku działania wód opadowych. Obydwie struktury obejmowane są czasami wspólną nazwą – żebro krasowe, dobrze jednak dla ich rozróżnienia używać nazwy żebra naciekowe dla struktur powstających w jaskiniach .